# Fī sabīli Llāh
Fī sabīli Llāh (arabisch في سبيل الله auf dem Wege Gottes, für die Sache Gottes, um Gottes willen) ist eine arabische Phrase, die 49 Mal im Koran vorkommt, und eine wichtige Rolle in der religiösen Sprache des Islam spielt. In den meisten Fällen ist sie mit dem Konzept des Dschihad verbunden.

## Verwendung im Koran
Das arabische Wort sabīl ist neben sirāt, tarīq und minhādsch einer der Begriffe, die im Koran als Bezeichnung für einen Weg oder Pfad verwendet werden. Es kommt im Koran insgesamt 176 Mal vor und ist wahrscheinlich dem Syrisch-Aramäischen oder dem nach-biblischen hebräischen שׁביל schwil entlehnt. Nur eine Belegstelle (Sure 80:20) kann sicher der frühmekkanischen Periode zugeordnet werden. Sie beschreibt dort aber den allgemeinen Lebensweg des Menschen und hat an dieser Stelle nichts mit der Vorstellung von dem „Weg Gottes“ zu tun.
In mittel- und spätmekkanischer Periode wird der Begriff sabīl stärker zu Gott in Beziehung gesetzt. So bitten die Engel, die den Thron umkreisen, Gott um Vergebung für die Gläubigen, die seinem Weg (sabīl) gefolgt sind (Sure 40:7), und von Gott wird gesagt, dass er sehr wohl wisse, wer von seinem Weg (sabīl) abirrt, und wer rechtgeleitet ist (Sure 6:117). Der Prophet Mohammed wird aufgefordert, zu sagen: „Dies ist mein Weg (hāḏihī sabīlī). Ich rufe Euch zu Gott aufgrund eines sichtbaren Hinweises“ (Sure 12:108). Umgekehrt wird David ermahnt, er solle nicht seiner persönlichen Neigung folgen, damit sie ihn nicht vom „Weg Gottes“ (sabīl Allāh) in die Irre führe. Zur Erklärung heißt es: „Diejenigen, die vom Weg Gottes abirren, haben (dereinst) eine schwere Strafe zu erwarten“ (Sure 38:26).
In vollständiger Form kommt die Phrase fī sabīli Llāh erst in den medinischen Suren vor. Hier ist sie vor allem mit dem Konzept des Kampfes gegen die Ungläubigen verbunden. In den 49 Belegstellen erscheint die Phrase 15 Mal in Verbindung mit dem Verb qātala „bekämpfen, bekriegen“ (z. B. Sure 2:190; 3:13; 4:75; 9:111; 61:4; 73:20) und 14 Mal in Verbindung mit dem Verb dschāhada „sich mühen, kämpfen“ (z. B. Sure 2:218; 5:35; 8:74; 9:20; 61:11), von dem auch der Begriff „Dschihād“ abgeleitet ist. Das Wort sabīl erhält in dieser Formel eine zweite phraseologische Bedeutung im Sinne von „um…willen, im Interesse von, für die Sache von“. Frolov vermutet, dass diese neue präpositionale Bedeutung von sabīl erst in Medina unter dem Eindruck der im Prinzip gleichbedeutenden Wendung bi-shebīl des nach-biblischen Hebräisch zustande kommt. An einer Stelle aus spätmekkanischer Zeit (29:69) erscheint im Zusammenhang mit dem Verb dschāhada an Stelle von fī sabīli noch die einfache Präposition  fī.
An zahlreichen Stellen in den medinischen Suren wird die Notwendigkeit, „für die Sache Gottes“ (fī sabīli Llāh) zu kämpfen, betont. In Sure 4:76 wird dieser Kampf kontrastiv dem Kampf der Ungläubigen, die „für die Sache des Ṭāghūt“ kämpfen, gegenübergestellt. An anderen Stellen wird bekräftigt, dass diejenigen, die „für die Sache Gottes“ getötet wurden, nicht tot, sondern weiter lebendig sind (Sure 2:154) und bei ihrem Herrn versorgt werden (Sure 3:169; 22:58), dass ihnen die Sünden vergeben werden (Sure 3:157) und sie direkt ins Paradies eingehen (Sure 3:195).
Daneben wird noch eine andere Möglichkeit genannt, sich am Dschihād zu beteiligen, nämlich dadurch, dass man sein Vermögen für die Sache Gottes einsetzt. Das Verb anfaqa „ausgeben“ kommt an sieben Stellen (Sure 2:195, 261, 262; 8:60; 9:34; 47:38; 57:10) im Zusammenhang mit der Phrase vor. Das Verhältnis zwischen den Einsatz für die Sache Gottes und der jenseitigen Belohnung wird nach Art eines Handelsgeschäfts mit Gott beschrieben: „Gott hat den Gläubigen ihr Leben und ihr Vermögen dafür abgekauft, dass sie das Paradies haben sollen. Sie sollen kämpfen für die Sache Gottes und töten und getötet werden. Das ist ein ihn bindendes Versprechen […]. Und wer hält sein Versprechen getreuer als Gott? Freut euch also über das, was ihr erkauft habt. Denn das ist der große Gewinn.“ (Sure 9:111).
Auch die Auswanderung (Hidschra) ins Lager des Propheten, ist eine Handlung, die „für die Sache Gottes“ vollzogen wird. In Verbindung mit dem Verb hādschara „auswandern“ kommt die Phrase an weiteren fünf Stellen vor (Sure 4:89; 4:95; 8:60; 22:25; 24:22). Die Gläubigen werden aufgefordert, sich niemanden zum Freund zu nehmen, der nicht um der Sache Gottes willen ausgewandert ist (4:89). Eine Stelle, an der alle Formen des Handelns für die Sache Gottes vereint sind, findet sich in Sure 8:72: „Diejenigen, die glaubten, die auswanderten und mit ihrem Gut und ihrem Leben kämpften fī sabīli Llāh und die Asyl und Hilfe gewährten (= Ansār), die sind für einander Freunde.“
Gerd-Rüdiger Puin, der den Sprachgebrauch des im Koran häufig vorkommenden Ausdruck ibn as-sabīl („Sohn des Weges“; vgl. z. B. 2:177; 17:26; 30:38) untersucht hat, vermutet, dass dieser Ausdruck ebenfalls mit der Formel fī sabīli Llāhi zusammenhängt und denjenigen meint, der dem Weg Gottes gefolgt ist bzw. sich für seine Sache in Form des Dschihad bzw. der Hidschra eingesetzt hat.

## Bedeutung in der religiösen Sprache des Islams

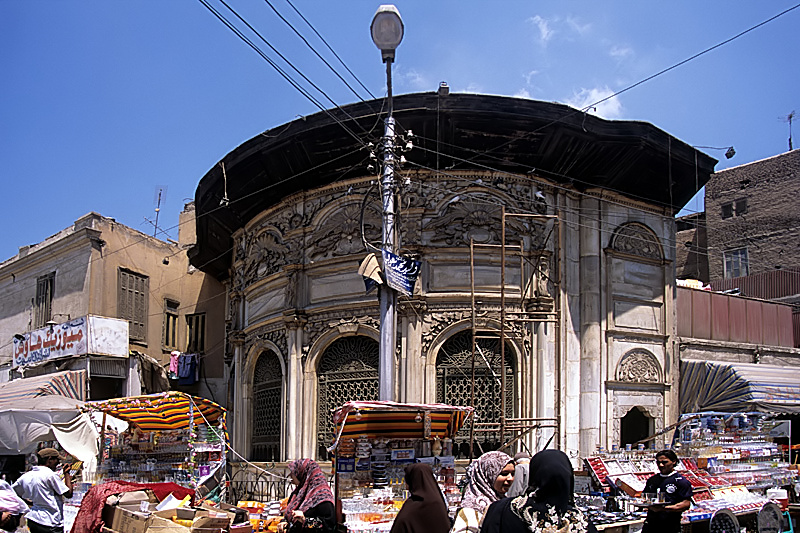
Ein Sabīl-Brunnen in der ägyptischen Stadt Tanta

Aufgrund ihrer häufigen Verwendung im Koran im Zusammenhang mit dem militärischen Kampf gegen die Ungläubigen steht die Formel fī sabīli Llāh auch in der nach-koranischen religiösen Sprache des Islams häufig für Dschihad. In der Dschihad-Literatur werden zahlreiche Traditionen zum Handeln „für die Sache Gottes“ überliefert. So heißt es zum Beispiel in einer Tradition, die in dem „Dschihad-Buch“ (Kitāb al-Ǧihād) von Ibn al-Mubārak (st. 797) überliefert wird: „Ein Zug am Morgen oder am Abend für die Sache Gottes ist besser als die Welt und alle weltlichen Dinge“ (Ġudwatun fī sabīli Llāhi au rauḥatun ḫairun min ad-dunyā wa-mā fī-hā). In einer anderen Überlieferung, die Ibn al-Mubārak anführt, erklärt Umar ibn al-Chattab, dass der beste der Menschen derjenige sei, der vom Islam hört, daraufhin seine Familie verlässt, sein Vermögen verkauft und sich für den Verkaufspreis „eine Ausrüstung für die Sache Gottes“ (ʿudda fī sabīli Llāhi) beschafft, um anschließend mit den Muslimen in den Krieg zu ziehen.
Auch Saddam Hussein griff auf diese Formel wieder zurück. Als seine Truppen nach der Invasion Kuweits im Jahre 1990 einer von den USA geführten internationalen Koalition gegenüberstanden, versuchte er seine Soldaten dadurch besonders zu motivieren, dass er die notwendigen militärischen Handlungen als einen Kampf fī sabīli Llāhi bezeichnete.
Daneben wird die Formel seit dem späten Mittelalter aber auch in einer demilitarisierten Bedeutung zur Bezeichnung von mildtätigem Handeln verwendet, das nicht in eigenem Interesse erfolgt. In diesem Sinne war die Formel auch namengebend für die Einrichtung des Sabīl, eines öffentlichen Brunnens, der von einer Privatperson „für die Sache Gottes“ gespendet wurde. Derartige Sabīl-Brunnen aus verschiedenen Epochen stehen noch heute in zahlreichen Städten des Vorderen Orients und stellen dort bedeutende Architekturdenkmäler dar.
Die Formel fī sabīli Llāh war auch titelgebend für die beiden Bücher „In the path of God“ (1983) von Daniel Pipes und „In the path of Allah“ (1989) von John Ralph Willis. Ersteres war ein Versuch, in Form eines Überblicks über die Geschichte der Beziehung zwischen Religion und Politik im Islam die Folgen der Islamischen Revolution für den Westen zu verarbeiten, in letzterem werden der Dschihad und die Hidschra von al-Haddsch Omar beschrieben.